# Palame
Palame is een kevergeslacht uit de familie van de boktorren (Cerambycidae). De wetenschappelijke naam van het geslacht werd voor het eerst geldig gepubliceerd in 1864 door Bates.

## Soorten
Palame omvat de volgende soorten:
- Palame aeruginosa Monné, 1985
- Palame anceps (Bates, 1864)
- Palame crassimana Bates, 1864
- Palame mimetica Monné, 1985
- Palame vitticolle (Bates, 1864)